# Чуйкин, Михаил Фомич
Михаил Фомич Чуйкин (бел. Міхаіл Фаміч Чуйкін, 2 октября 1933, д. Михалиново, Дубровенский район — 12 января 1967) — работник горной промышленности, Герой Социалистического Труда (1965).

## Биография
После службы в армии в 1956 году начал работать на Кировском руднике в Мурманской области, сначала носильщиком, затем проходчиком, а после завершения курсов (1964) — мастером-взрывником.
В 1961 году он в числе первых горняков пришёл на тяжёлый участок — строительство второй очереди рудника и работал там в составе скоростной горнопроходной бригады. Внёс большой вклад в дело своевременного ввода новых мощностей рудной базы.
За выдающиеся производственные достижения при строительстве и освоении мощностей горнорудной базы в марте 1965 года присвоено звание Героя Социалистического Труда.
12 января 1967 года при исполнении служебных обязанностей его жизнь трагически оборвалась. 

## Награды и звания
- Герой Социалистического Труда (1965).
- Орден Ленина.

## Память
В городе Кировск одна из улиц носит имя Михаила Фомича Чуйкина.